# Guillermo Alejandro Suárez
Guillermo Alejandro Suárez (* 9. Juni 1985 in Lincoln) ist ein argentinischer Fußballspieler.

## Karriere
Der Mittelfeldspieler spielte in der Jugend bei Deportivo Armenio. Dort zeigte er gute Leistungen und machte auf sich aufmerksam. So kam er im Jahr 2002 zu Club Rivadavia de Lincoln.
2007 wechselte er in die höchste argentinische Liga zu Club Atlético Tigre. Dort blieb er jedoch nur eine Saison und wechselte 2008 schließlich zum kroatischen Verein NK Dinamo Zagreb. Da er sich dort bisher nicht durchsetzen konnte, wurde Suárez letztendlich bis zum Saisonende nach Argentinien in die Primera División zu den Argentinos Juniors ausgeliehen, wo auch einst Spieler wie Diego Maradona, Esteban Cambiasso sowie Juan Román Riquelme ihre Schuhe geschnürt haben.
| Personendaten    | Personendaten                 |
| ---------------- | ----------------------------- |
| NAME             | Suárez, Guillermo Alejandro   |
| ALTERNATIVNAMEN  | Willy                         |
| KURZBESCHREIBUNG | argentinischer Fußballspieler |
| GEBURTSDATUM     | 9. Juni 1985                  |
| GEBURTSORT       | Lincoln, Argentinien          |